# 스테퍼니 프랫
스테퍼니 프랫(Stephanie Pratt, 1986년 4월 11일 ~ )은 미국의 방송 유명인, 모델이다.